# باقرتوغای
باقرتوغای (به لاتین: Bagyrtugay) یک منطقه مسکونی در جمهوری آذربایجان است که در شهرستان صابرآباد واقع شده است.